# 丹野顕 (小惑星)
丹野顕（たんのあきら、20117 Tannoakira）は、小惑星帯に位置する小惑星の1つである。北海道北見市で円舘金と渡辺和郎によって発見された。

## 名称
丹野顕は、日本の文筆家で江戸時代の考証を手がけている人物である。